# Liste des œuvres de Lénine
Lénine est l'auteur d'une œuvre théorique et philosophique qui se veut dans la continuité de celle de Karl Marx, et qu'il a défendue contre les « révisionnistes » (Eduard Bernstein, etc.).

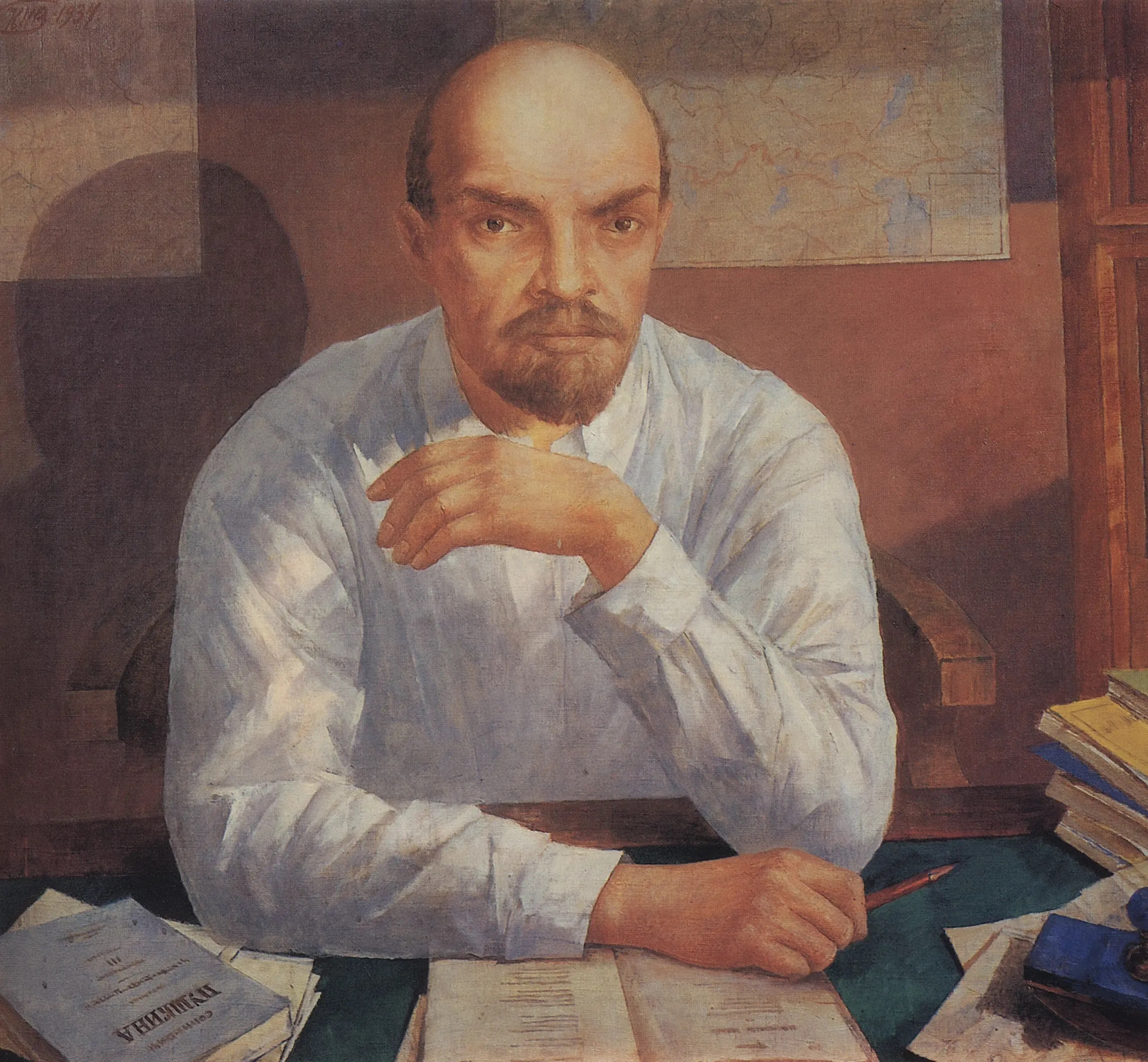
Lénine en train d'étudier dans son bureau. Portrait de Kuzma Petrov-Vodkin.

## Présentation
Après la mort de Lénine, son œuvre a été consciencieusement censurée en URSS. Au début des années 1930, dans la perspective de la théorie stalinienne du marxisme-léninisme, est apparu un dogme selon lequel ni Lénine, ni le Comité central ne pouvaient avoir tort. En conséquence, il est vite devenu nécessaire de retirer toute preuve des situations où les deux avaient pu avoir un désaccord, car dans une telle situation, il était impossible qu'ils aient raison tous les deux à la fois.
Léon Trotski s'est particulièrement élevé contre ces pratiques, dans lesquelles il voyait une forme de déification d'un simple être humain qui avait pu faire des erreurs, et même en avait fait.
Plus tard, la parution de la cinquième édition soviétique « complète » des travaux de Lénine, publiée en 55 épais volumes entre 1958 et 1965 a laissé de côté certains écrits qui ou bien contredisaient le dogme, ou bien semblaient ne pas correspondre à l'image que l'URSS voulait donner de Lénine,. La censure se relâcha à la suite de l'effondrement de l'URSS et de l'ouverture des archives soviétiques.
Il fut comptabilisé un total de 30 820 textes autographes de Lénine.
Ses œuvres complètes traduites en français comportent, dans l'édition de 1976 des Éditions du Progrès, 45 volumes plus 2 volumes d'index.
Parmi ses ouvrages les plus connus :
- Que faire ?
- L'Impérialisme, stade suprême du capitalisme
- L'État et la Révolution
- La Maladie infantile du communisme (le « gauchisme »)[4]
- Matérialisme et empiriocriticisme

## Liste

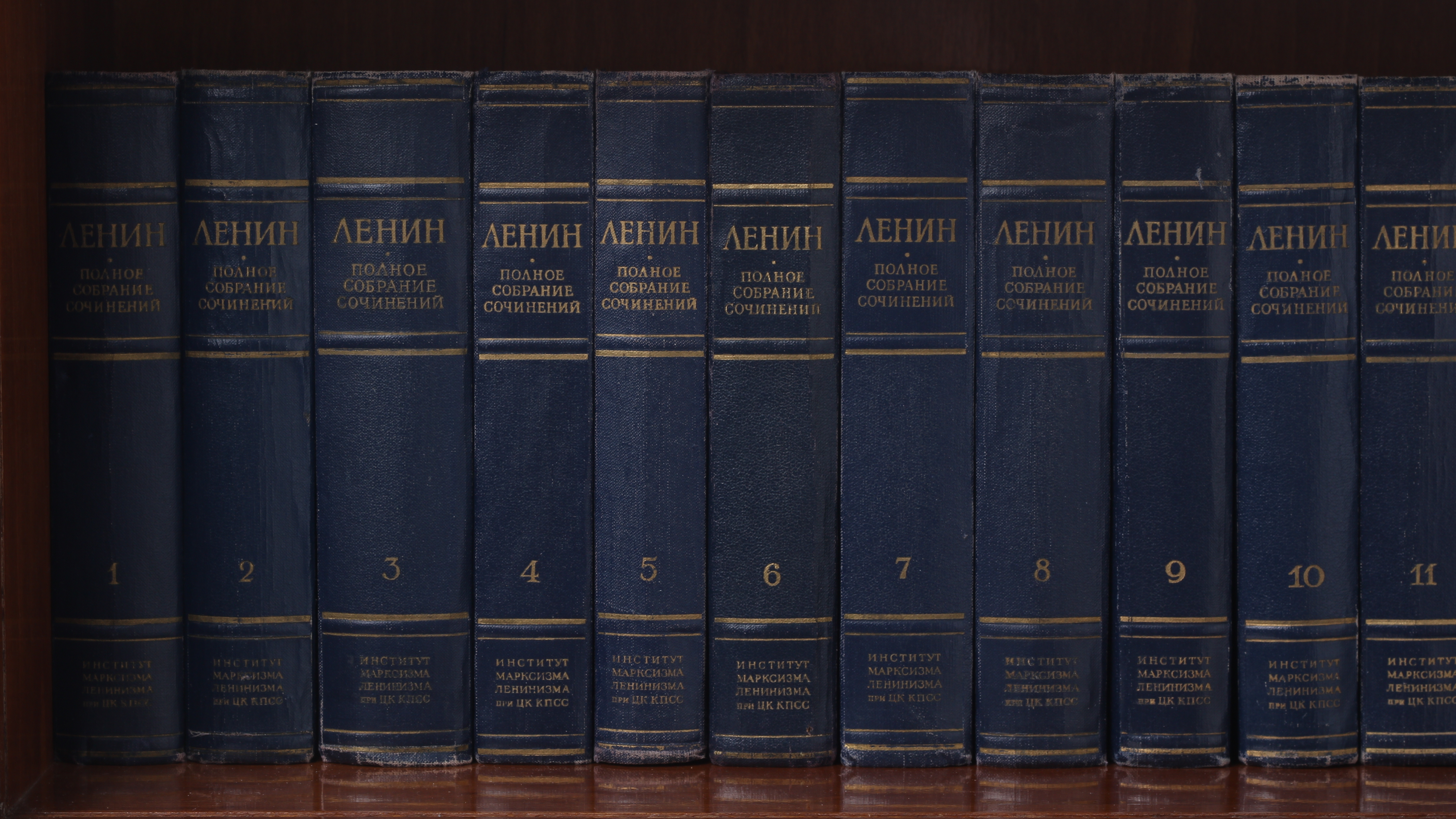
Premiers volumes de la cinquième édition des écrits « complets » de Lénine.

### Années 1890
- 1893
  - Nouveaux Courants économiques dans la vie paysanne
- 1894
  - Ce que sont les « amis du peuple » et comment ils luttent contre les social-démocrates
- 1895
  - Friedrich Engels
  - À quoi pensent nos ministres ?
  - Explication de la loi sur les amendes infligées aux ouvriers de fabrique et d'usines
- 1896
  - Au gouvernement tsariste
  - Exposé et Commentaire du projet de programme du P.O.S.D.R.
- 1898 
  - Le Développement du capitalisme en Russie
- 1899
  - À propos des grèves

### Années 1900
- 1900
  - La Guerre de Chine
- 1901
  - Par où commencer ?
  - Anarchisme et Socialisme
- 1902
  - Que faire ?
- 1904 
  - Un pas en avant, deux pas en arrière
  - Deux Tactiques de la social-démocratie dans la révolution démocratique
- 1905
  - Socialisme et Religion
  - L'Attitude de la social-démocratie à l'égard du mouvement paysan
- 1906
  - Boycottage
  - Les Enseignements de l'insurrection de Moscou

- 1907
  - En douze ans
- 1908
  - Notes politiques
  - Marxisme et Révisionnisme

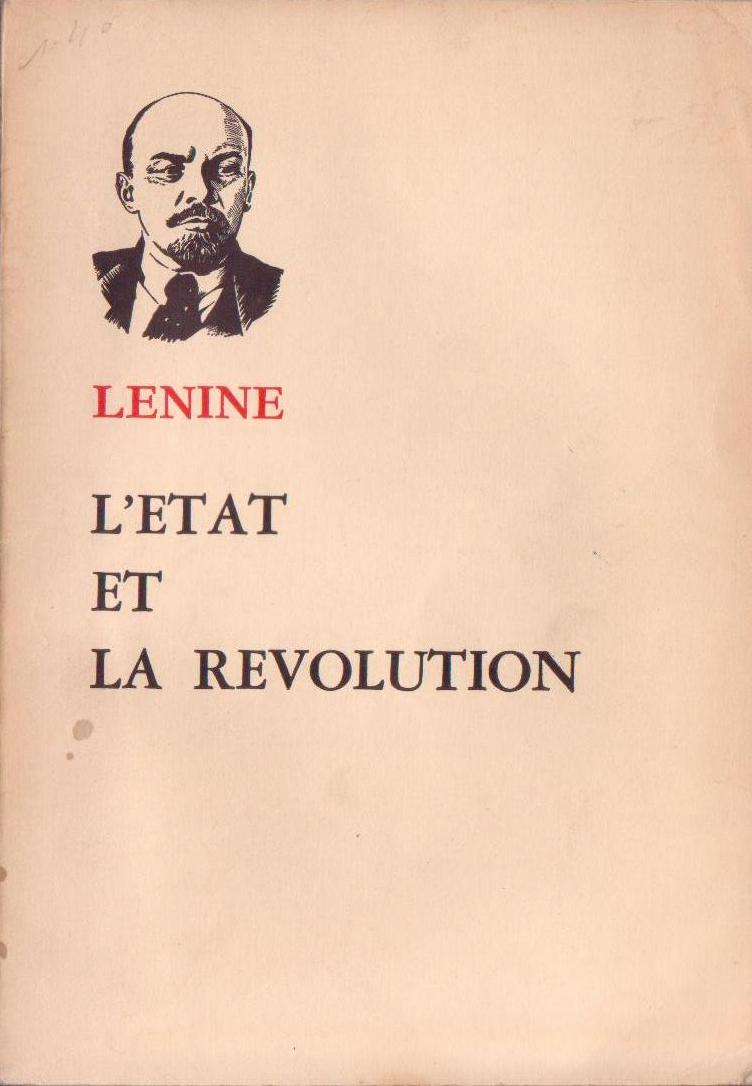
L'État et la Révolution, un des principaux ouvrage de Lénine (Éditions en langues étrangères, Pékin).

  - Matérialisme et empiriocriticisme (voir Richard Avenarius)
- 1909
  - De l'attitude du parti ouvrier à l'égard de la religion
  - L'Attitude des classes et des partis à l'égard de la religion et de l'Église

### Années 1910
- 1910
  - Notes d'un publiciste
  - Les Enseignements de la Révolution
  - Les Divergences dans le mouvement ouvrier européen
  - De certaines particularités du développement historique du marxisme
- 1911 
  - Stolypine et la Révolution
  - À propos des mots d'ordre et de la conception du travail social-démocrate à la Douma et en dehors
- 1912
  - Le Courant de liquidation et le Groupe des liquidateurs
- 1913 
  - Les Trois Sources et les trois parties constitutives du marxisme, publié dans la revue Prosvestchénié, n°3, en mars.
  - Les Destinées historiques de la doctrine de Karl Marx
  - L'Europe arriérée et l'Asie avancée
  - Notes critiques sur la question nationale
- 1914
  - Biographie de Karl Marx. Il s'agit d'une notice pour l’Encyclopédie Granat (en)[5]. La notice sur le socialisme dans la même encyclopédie fut censurée.
  - Rapport à C. Huysmans
  - La Guerre et la Social-démocratie russe
  - La Situation et les Tâches de l'Internationale socialiste
  - De la fierté nationale des Grands-Russes
- 1915
  - La Faillite de la IIe Internationale
  - Le Socialisme et la Guerre
  - Projet de résolution de la gauche de Zimmerwald
  - Du mot d'ordre des États-Unis d'Europe
  - Un premier pas
  - Les Marxistes révolutionnaires à la conférence socialiste internationale
- 1916
  - L'Impérialisme, stade suprême du capitalisme
  - La Révolution socialiste et le droit des nations à disposer d'elles-mêmes
  - Bilan d'une discussion sur le droit des nations à disposer d'elles-mêmes
  - À propos de la brochure de Junius
  - À propos du mot d'ordre de désarmement
  - L'Impérialisme et la Scission du socialisme
  - Lettre ouverte à Boris Souvarine
  - Le Programme militaire de la Révolution prolétarienne
  - Pacifisme bourgeois et pacifisme socialiste
  - Un tournant dans la politique mondiale
- 1917
  - Thèses d'Avril
  - Le Marxisme quant à l'État ou Cahier bleu[6]
  - Lettre d'adieu aux ouvriers suisses
  - Les Tâches du prolétariat dans notre révolution
  - L'État et la Révolution
  - Ier congrès des soviets de Russie
  - La catastrophe imminente et les moyens de la conjurer
  - Les bolchéviks doivent prendre en mains le pouvoir
  - Les Champions de la fraude et les Erreurs des bolchéviks
  - Notes d'un publiciste
  - Le Marxisme et l'Insurrection
  - Thèses sur l'Assemblée constituante
- 1918
  - Le Traité de Brest-Litovsk : "une leçon dure mais nécessaire"
  - Sur l'infantilisme « de gauche » et les idées petites-bourgeoises
  - Lettre aux ouvriers américains
  - Discours prononcé pour l'inauguration du monument à Marx et Engels
  - La Révolution prolétarienne et le renégat Kautsky
  - Un nouveau livre de Vandervelde sur l'État
  - Karl Marx exposé de la doctrine marxiste
  - "Discours aux Délégués des comités de paysans pauvres de la région de Moscou"
  - "Discours prononcé au premier congrès des ouvrières de Russie"
- 1919
  - De l'État
  - Discours d'ouverture au Ier congrès de l'Internationale communiste
  - Thèses sur la démocratie bourgeoise et la dictature prolétarienne (Ier congrès de l'IC)
  - Discours de clôture du Ier congrès de l'Internationale communiste
  - Les Tâches de la IIIe Internationale
  - Les Objectifs généraux du mouvement féminin
  - "Comment la bourgeoisie utilise les renégats" (Sur le livre de Kautsky, terrorisme et communisme)
  - Salut aux communistes italiens, français et allemands
  - Le Pouvoir des Soviets et la Condition de la femme
  - Deux Années de pouvoir soviétique

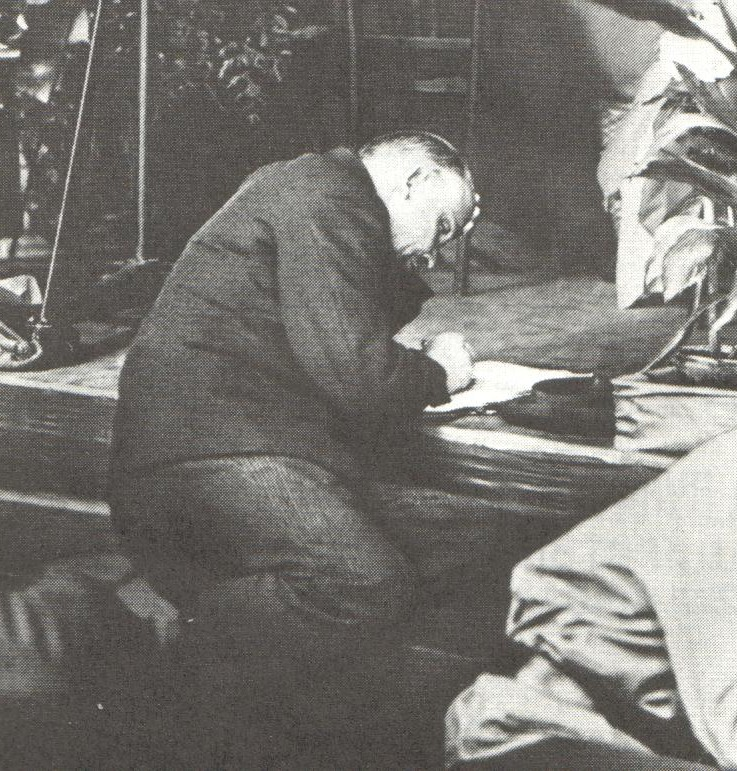
Lénine en 1921 en train d'écrire ses discours pour le troisième congrès de l'internationale communiste.

### Années 1920
- 1920
  - La maladie infantile du communisme (le « gauchisme »)
  - Le Communisme
  - Interventions au IIe congrès de l'Internationale communiste
  - Contribution à l'histoire de la dictature
  - Rapport pour le huitième congrès des Soviets de Russie
- 1921 
  - Interventions au IIIe congrès de l'I.C.
  - La Journée internationale des ouvrières
- 1923
  - Mieux vaut moins mais mieux
  - Testament politique